# Psychotria subalpina
Psychotria subalpina är en måreväxtart som beskrevs av Adolph Daniel Edward Elmer. Psychotria subalpina ingår i släktet Psychotria och familjen måreväxter. Inga underarter finns listade i Catalogue of Life.